# Mihailovca Nouă, Bârzula
Mihailovca Nouă (în ucraineană Новомихайлівка, transliterat: Novomîhailivka) este un sat în comuna Ocna din raionul Bârzula, regiunea Odesa, Ucraina.
În trecut a fost un sat cu o numeroasă comunitate moldovenescă (românescă) – 35% din populație, conform recensământului sovietic din 1926; fiind însă parțial asimilat în prezent. 

## Demografie
Componența lingvistică a localității Mihailovca Nouă
     Ucraineană (84,62%)
     Română (11,54%)
     Rusă (3,85%)
Conform recensământului din 2001, majoritatea populației localității Mihailovca Nouă era vorbitoare de ucraineană (84,62%), existând în minoritate și vorbitori de română (11,54%) și rusă (3,85%).